# Intà
Intà (en rus Инта) és una ciutat russa dins la República Komi, Rússia, durant l'època soviètica era un gulag. Segons el cens de 2010 tenia 32.021 habitants.
Compta amb un aeroport.
A Intà hi ha una torres de transmissió del tipus CHAYKA, paraula que en rus significa 'gavina', que és un sistema de navegació per ràdio similar al LORAN-C. El seu màstil arriba als 460 metres d'alt, i és la segona estructura artificial més alta d'Europa.